# (74625) Tieproject
(74625) Tieproject (1999 RR34) – planetoida z pasa głównego asteroid okrążająca Słońce w ciągu 3,55 lat w średniej odległości 2,32 j.a. Odkryta 10 września 1999 roku.